# San Sebastiano (Perugino Stoccolma)
San Sebastiano è un dipinto a olio su tavola (174x88 cm) di Pietro Perugino, databile al 1490 circa e conservato nel Nationalmuseum di Stoccolma.

## Storia
L'opera è uno dei primi esempi di San Sebastiano dipinti dal Perugino, dopo il primissimo conosciuto a Cerqueto (San Sebastiano tra i santi Rocco e Pietro) del 1478. Si trova al museo svedese dal 1928.

## Descrizione e stile
Il martirio di san Sebastiano, militare romano condannato per via della sua fede cristiana alla crivellatura di frecce, avviene all'aperto, in un delicato paesaggio dove sono descritte con minuzia varie specie vegetali, tra cui un giglio bianco in primo piano, simbolo di purezza. Il santo, che assomiglia molto a quello di Cerqueto, è ritratto nella variante delle braccia alzate, legate al tronco di un albero, con le gambe incrociate che creano un suggestivo effetto di profondità spaziale. Il giovane è efebico, a differenza delle altre versioni del soggetto come quella al Louvre, caratterizzata dalla classica fisicità di una statua, ed è caratterizzato da quel tono di malinconia languida sottolineato dallo sguardo rivolto teatralmente al cielo, con un'espressione di sopportazione che esula qualsiasi senso del dolore del martirio, che d'altronde è appena accennato dalla freccia seminascosta che Sebastiano ha nel fianco sinistro.
L'illuminazione è chiara e dolcemente soffusa, sia nel paesaggio, che schiarisce verso l'orizzonte secondo l'esempio fiammingo filtrato dai fiorentini, sia nel modellato del corpo, reso con un'attenzione anatomica di grande realismo.